# بطية المنقار
بطيَّة المنقار (الاسم العلمي: Ornithorhynchidae) هي فصيلة، في رتبة كظاميات، وضع التسمية العلمية  جون إدوارد غراي، وذلك في  1825.

## أصنوفات
الأصنوفات الأدنى لهذا الكائن:
- كود سباركل
- تحديث القائمة

جنس:خُلد الماء 
اسم علمي: Ornithorhynchus

جنس:Monotrematum 
اسم علمي: Monotrematum

جنس:Obdurodon 
اسم علمي: Obdurodon

جنس:Ornithorhyncus 
اسم علمي: Ornithorhyncus

جنس:Steropodon 
اسم علمي: Steropodon